# Wolfgang Kwiecinski
Wolfgang Kwiecinski (* 23. November 1893 in Celle; † 26. Februar 1963 in Hannover) war ein niedersächsischer Politiker (DP), Mitglied des Niedersächsischen Landtages, Mitglied des Ernannten Niedersächsischen Landtages und Mitglied des Ernannten Hannoverschen Landtages.
Kwiecinski besuchte die Oberrealschule in Hannover und begann nach seinem Schulabschluss eine kaufmännische Lehre. Im Anschluss daran begann er eine mehrjährige Tätigkeit in einem Anstellungsverhältnis. Zwischen 1914 und 1918 war er im Ersten Weltkrieg Kriegsteilnehmer. Nach dem Krieg war er seit 1919 als Journalist und Redakteur sowie als Verleger tätig. 

## Partei
Kwiecinski war zwischen 1911 und 1933 Mitglied der Deutsch-Hannoverschen Partei (DHP). Nach dem Ende des Zweiten Weltkrieges war er 1945 Mitbegründer der Niedersächsischen Landespartei (NLP). Diese wurde 1947 durch die Deutsche Partei (DP) ersetzt.

## Öffentliche Ämter
Kwiecinski gehörte von 1945 bis 1948 für die NLP dem Rat der Landeshauptstadt Hannover an. Vom 23. August 1946 bis 29. Oktober 1946 war er Mitglied des ernannten Hannoverschen Landtages. Hier war er Schriftführer und Vorsitzender des Ausschusses für Eingaben. Kwiecinski wurde zum Mitglied des ernannten Niedersächsischen Landtages vom 9. Dezember 1946 bis 28. März 1947. Hier wurde er zum Vorsitzenden des Ausschusses für Eingaben. In der ersten und zweiten Wahlperiode wurde er zum Mitglied des Niedersächsischen Landtages vom 20. April 1947 bis 5. Mai 1955 gewählt. Er war Vorsitzender des Ausschusses für Eingaben vom 17. Oktober 1947 bis 4. Oktober 1948. Seit dem 28. März 1951 war er Mitglied der DP/CDU-Fraktion.